# Jornadas Mexicanas de Biblioteconomía
Las Jornadas Mexicanas de Biblioteconomía son un evento académico anual organizado por la Asociación Mexicana de Bibliotecarios A. C., que sirve de foro de expresión y comunicación a la comunidad bibliotecaria mexicana. En el marco de su celebración se realizan diversos eventos, tales como: conferencias, mesas redondas, exposiciones, talleres. 
Actualmente el evento se realiza cada año, en algún estado de la República Mexicana con el fin de reunir al gremio bibliotecario y fomentar la participación de los bibliotecarios de distintas partes del país.
Las Jornadas se llevaron a cabo por primera vez en 1924 con el nombre de Jornadas Mexicanas de Biblioteconomía, Bibliografía y Canje. Como parte de las Jornadas, cada año se organizan cursos y talleres de actualización, los cuales versan sobre temáticas de interés para los asociados y son impartidos por instructores con reconocida experiencia académica.
| Número  | Año  | Sede                     | Asistentes aprox. |
| I       | 1956 | México, D.F.             | 323               |
| II      | 1959 | San Luis Potosí          | 98                |
| III     | 1960 | México, D.F.             | 149               |
| IV      | 1965 | Jalapa, Veracruz         | 102               |
| V       | 1969 | México, DF               | 150               |
| VI      | 1974 | Guanajuato, Gto.         | 306               |
| VII     | 1976 | Querétaro, Qro.          | 256               |
| VIII    | 1977 | Guadalajara, Jal.        | 439               |
| IX      | 1978 | Mérida, Yuc.             | 344               |
| X       | 1979 | Monterrey, N.L.          | 304               |
| XI      | 1980 | México, D.F.             | 438               |
| XII     | 1981 | San Luis Potosí          | s.i.              |
| XIII    | 1982 | Hermosillo, Son.         | s.i.              |
| XIV     | 1983 | Zacatecas, Zac.          | 216               |
| XV      | 1984 | Tlaxcala, Tlax.          | 396               |
| XVI     | 1985 | Pachuca, Hgo.            | 214               |
| XVII    | 1986 | Puebla, Pue.             | 298               |
| XVIII   | 1987 | México, D.F.             | 224               |
| XIX     | 1988 | Villahermosa, Tab.       | 255               |
| XX      | 1989 | Saltillo, Coah.          | 394               |
| XXI     | 1990 | México, D.F.             | 252               |
| XXII    | 1991 | Tuxtla Gutiérrez, Chis.  | 289               |
| XXIII   | 1992 | Mérida, Yuc.             | ca. 300           |
| XXIV    | 1993 | Guadalajara, Jal.        | ca. 396           |
| XXV     | 1994 | Puerto Vallarta, Jal.    | 205               |
| XXVI    | 1995 | Ixtapa, Gro.             | 268               |
| XXVII   | 1996 | Oaxaca, Oax.             | 495               |
| XXVIII  | 1997 | Cocoyoc, Mor.            | 600               |
| XXIX    | 1998 | Veracruz, Ver.           | 670               |
| XXX     | 1999 | Morelia, Mich.           | 560               |
| XXXI    | 2000 | Querétaro, Qro.          | ca. 800           |
| XXXII   | 2001 | Jalapa, Ver.             | ca. 800           |
| XXXIII  | 2002 | Monterrey, N.L.          | s.i.              |
| XXXIV   | 2003 | Pto. Vallarta, Jal.      | s.i.              |
| XXXV    | 2004 | Cancún, Q. Roo.          | ca. 700           |
| XXXVI   | 2005 | Ixtapa, Gro.             | ca. 700           |
| XXXVII  | 2006 | Tlaquepaque, Jal.        | 520               |
| XXXVIII | 2007 | León, Gto.               | 423               |
| XXXIX   | 2008 | Chihuahua, Chih.         | 420               |
| XL      | 2009 | Acapulco, Gro.           | s.i.              |
| XLI     | 2010 | Zacatecas, Zac.          | s.i.              |
| XLII    | 2011 | San Luis Potosí, SLP     | s.i.              |
| XLIII   | 2012 | Villahermosa, Tab.       | s.i.              |
| XLIV    | 2013 | Morelia, Mich.           | s.i.              |
| XLV     | 2014 | Monterrey, N.L.          | s.i.              |
| XLVI    | 2015 | Pachuca, Hidalgo.        | s.i.              |
| XLVII   | 2016 | Huatulco, Oaxaca         | s.i.              |
| XLVIII  | 2017 | Huatulco, Oaxaca         | s.i.              |
| XLIX    | 2018 | Ixtapa-Zihuatanejo, Gro. | s.i.              |

### Publicaciones
Las memorias de las Jornadas se publican en una monografía titulada Memorias. En la década que va de 1998 a 2008 se imprimieron sólo cuatro memorias, correspondientes a los años 1999, 2000, 2001 y 2002. Las ediciones digitales, disponibles en el portal de la AMBAC surgieron en 1994. 